# Arteriviridae
Arteriviridae é uma família de vírus da subordem Arnidovirineae . Os membros dessa família são conhecidos como arterivírus.

## Taxonomia
Família: Arteriviridae ; subfamílias: 
Crocarterivirinae
Equarterivirinae
Heroarterivirinae
Simarterivirinae
Variarterivirinae
Zealarterivirinae
Antes de 2016, o Arterivirus era o único gênero. O gênero foi dissolvido em 2016 e a família foi reorganizada para ter cinco gêneros: Dipartevírus, Equartevírus, Nesartevírus, Porartevírus e Simartevírus . A família foi reorganizada novamente em 2018, estabelecendo as subfamílias atuais e taxa mais baixa.